# 赫尔曼·丹尼斯
赫尔曼·古斯塔沃·丹尼斯（Germán Gustavo Denis，1981年9月10日—），是一名阿根廷足球运动员，司职前鋒。